# ABCC11
ABCC11 (ang. ATP-binding cassette, sub-family C member 11, pol. 11 transporter ABC podrodziny C) – białko kodowane u człowieka genem ABCC11.

## Funkcja
Gen ten, w zależności od posiadanego allelu, odpowiada za określenie rodzaju woskowiny usznej u człowieka (woskowina mokra lub sucha), intensywności wydzielania potu i występowania związanego z nim nieprzyjemnego zapachu.
Przypuszcza się, że warunkowana tym genem, a charakterystyczna dla Azjatów zmniejszona potliwość i sucha woskowina mogła być korzystna w chłodnym klimacie w którym żyli przodkowie Indian i mieszkańców Dalekiego Wschodu.